# 얀 부다르시

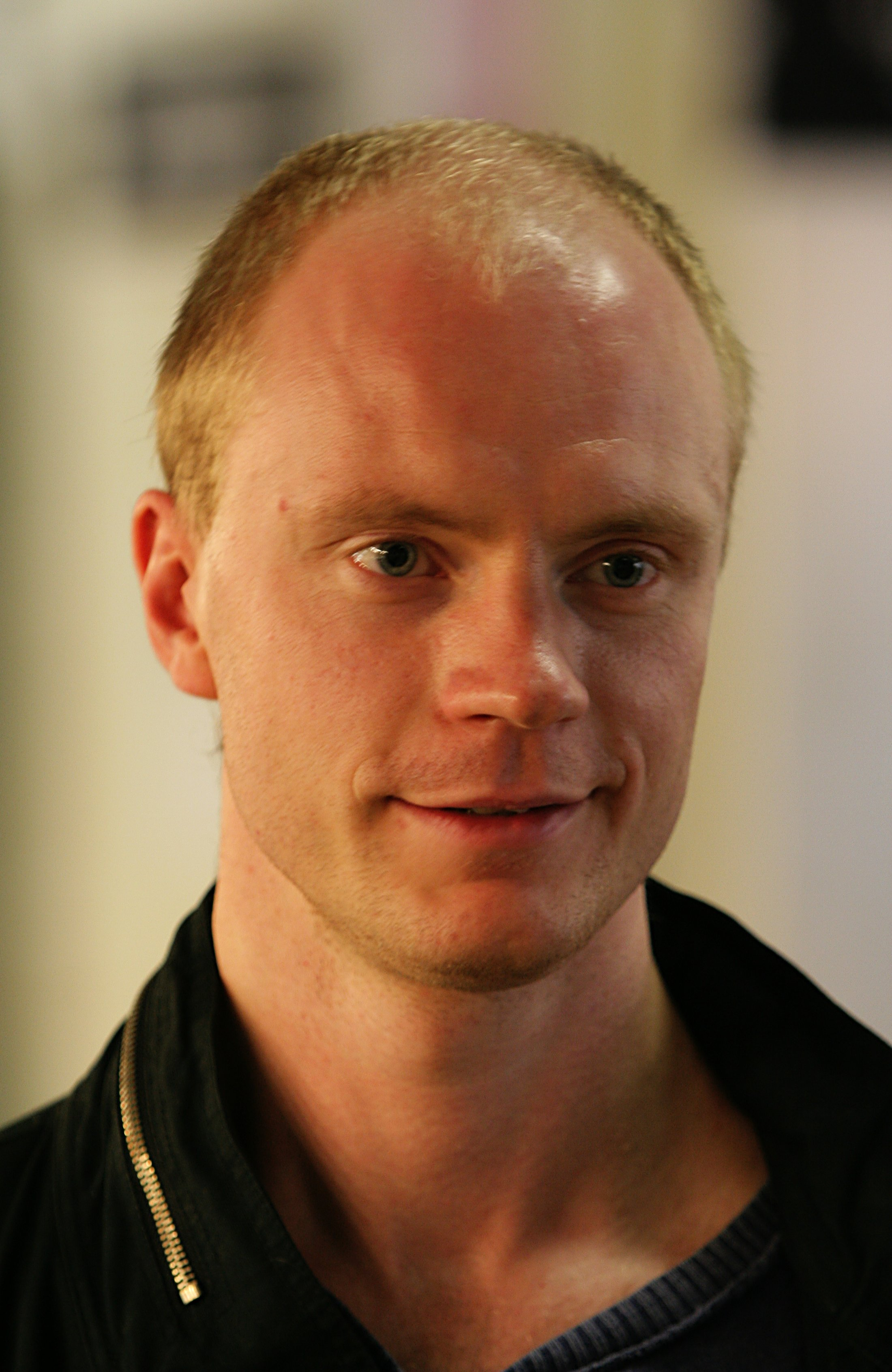

얀 부다르시(Jan Budař, 1977년 7월 31일 ~ )는 체코의 배우, 각본가, 가수, 감독, 영화배우, 영화 감독, 텔레비전 배우이다.

## 영화
- 벌레 (2018년)
- 더 굿 플럼버 (2016년)
- 앤트로포이드 (2016년) - 요셉 칼로프스키 역
- 디 엑시비션 (2013년)
- 폴스키 필름 (2012년)
- 칸피단트 (2012년)
- 체코-메이드 맨 (2011년)
- 롱 리브 더 패밀리! (2011년)
- 리빙 (2011년)
- 페이트플 포춘 (2010년)
- 작전명 다뉴브 (2009년)
- 러브 라이프 오브 어 젠틀 카워드 (2009년)
- 프로텍터(영어판) (2009년)
- 피아노 없는 여자 (2009년)
- 페라리 디노 걸 (2009년)
- 뮤지카 (2008년)
- 다크 스피리츠 (2008년) - 데이빗 역
- 엠프티스 (2007년)
- 바클라브 (2007년)
- 마르타 베르타 26 (2006년)
- 거짓의 법칙 (2006년)
- 업 앤 다운 (2004년)